# Jörg Schmitz
Jörg Schmitz (* 1969 in Hannover) ist ein deutscher Künstler und Designer.

## Leben
Nach dem Abitur 1989 in Hannover studierte Jörg Schmitz ab 1991 visuelle Kommunikation an der Hochschule für Gestaltung (HfG) Offenbach am Main, u. a. bei Friedrich Friedl, Ruedi Baur und Franz Mon. 1995 war er Mitgründer des Grafikdesignstudios »thema – Visuelle Kommunikation«, das er bis 2013 – zuletzt als AG-Vorstand – leitet. Zu den bekanntesten Arbeiten zählen das Logo des Deutschen Ledermuseums (1997) und das DAX-Logo (2000).
2003/04 hatte Schmitz einen Lehrauftrag für Typographie FH Mainz. Gleichberechtigt neben seiner Tätigkeit als Grafikdesigner widmet sich Schmitz seit 2008 in Ausstellungen und Kunst-am-Bau-Projekten künstlerisch der Handschrift. Im von ihm mitgegründeten gemeinnützigen Verein Schrift und Bild e.V. und gleichnamiger Stiftung widmete er sich der Bewahrung von Werken der visuellen und konkreten Poesie. Schmitz wurde beeinflusst durch seine Assistenten- und Studienzeit bei Franz Mon (1996–1998) und durch Begegnungen mit K.O. Götz, Timm Ullrichs und Dietrich Mahlow. Er lebt in Gelnhausen.

## Veröffentlichungen
- (X)Changing Image(s) – Corporate Communication Design Deutsche Börse Group 2000–2004, Frankfurt/Miltenberg 2004
- Stimmen zum Geschäftsbericht, Frankfurt/Miltenberg 2005
- Artikelserie und Studie »Kommunikation deutscher Banken«, mit Prof. Dr. Klaus Gourgé Bankmagazin 2005/2006.
- Konradsonnebayerhalt. Frankfurt am Main 2007, ISBN 978-3-937996-11-0.